# Computer Games Magazine
Computer Games Magazine era una rivista mensile di videogiochi per computer e console, fondata nell'ottobre 1988 nel Regno Unito con il nome Games International. Durante la sua storia, è stata anche conosciuta come Strategy Plus (ottobre 1990, numero 1) e Computer Games Strategy Plus, ma cambiò nome in Computer Games Magazine dopo l'acquisto da parte di theGlobe.com. Nell'aprile 2007 deteneva il record della seconda rivista cartacea più longeva dedicata esclusivamente ai giochi per computer, dietro Computer Gaming World. Nel 1998 e nel 2000 è stata la terza rivista degli Stati Uniti in questo campo.